# Celyphus difficilis
Celyphus difficilis är en tvåvingeart som beskrevs av Malloch 1927. Celyphus difficilis ingår i släktet Celyphus och familjen Celyphidae. Inga underarter finns listade i Catalogue of Life.